# Shirley Babashoff
Shirley F. Babashoff (Whittier, Kalifornija, 31. siječnja 1957.) je bivša američka plivačica.
Dvostruka je olimpijska pobjednica u plivanju, a 1982. godine primljena je u Kuću slavnih vodenih sportova.

## Vanjske poveznice
- Shirley Babashoff na stranicama Kuće slavnih vodenih sportova  Arhivirana inačica izvorne stranice od 20. studenoga 2008. (Wayback Machine) (eng.)
- Kratka životopis na Hickok Sports  Arhivirana inačica izvorne stranice od 19. rujna 2008. (Wayback Machine) (eng.)